# Сесіль Джон Родс
Сесіль Джон Родс (англ. Cecil John Rhodes, 5 липня 1853 — 26 березня 1902) — британський та південноафриканський політичний діяч, бізнесмен. Обіймав посаду Прем'єр-міністра Капської колонії з 1890 по 1896 роки.
Син вікарія, Родс народився в Гартфордширі. Сім'я відправила його до Південної Африки у 17 років в надії, що клімат покращить його здоров'я. Так Родс почав торгівлю алмазами в Кімберлі в 1871 році, коли йому було 18, і, завдяки фінансуванню від Rothschild&Co, почав систематично викуповувати та консолідувати алмазні копальні. Протягом наступних двох десятиліть він отримав майже повне панування на світовому ринку алмазів, утворивши величезну монополію. Його алмазна компанія «De Beers», створена в 1888 році, зберегла свою популярність у 21 столітті.
Родс увійшов до парламенту Капської колонії у віці 27 років у 1881 році, а в 1890 році він став Прем'єр-міністром. Під час свого перебування на посаді Прем'єр-міністра Родс використав свою політичну владу для експропріації землі у чорношкірих африканців через Закон Глена Грея, а також утричі збільшив вимогу щодо статків для голосування відповідно до Закону про франшизу та голосування, фактично заборонивши чорношкірим людям брати участь у виборах. Проте у 1896 році Родс був змушений піти у відставку, це сталось після катастрофічного рейду Джеймсона на Республіку Трансвааль. Кар'єра Родса так і не відновилася; його серце було слабким, і після багатьох років поганого здоров'я він помер у 1902 році. Його поховали на території нинішнього Зімбабве; його могила стала суперечливим місцем.
У своєму заповіті він передбачив заснування престижної міжнародної стипендії Родса в Оксфордському університеті, найстарішої стипендії для аспірантів у світі. Щороку надає 102 повні стипендії в аспірантурі. Стипендіатами були такі відомі люди, як прем'єр-міністри Мальти, Австралії та Канади, президент США Білл Клінтон та багато інших. У 21 столітті, з появою рухів, таких як «Родс має впасти» і «Black Lives Matter», спадщина Родса стала об'єктом дедалі більшої уваги. Широко визнаний також як прихильник верховенства білої раси, Родс явно вірив у перевагу білих англійців над усіма іншими, особливо африканцями на південь від Сахари. Ганебно відомий своїм висловлюванням, що «народитися англійцем означає виграти перший приз у лотереї життя». Під час своєї політичної кар'єри він успішно конфіскував землю у африканського населення Капської колонії і помилково стверджував, що південноафриканські археологічні об'єкти, такі як Велике Зімбабве, були побудовані європейськими цивілізаціями.

## Походження

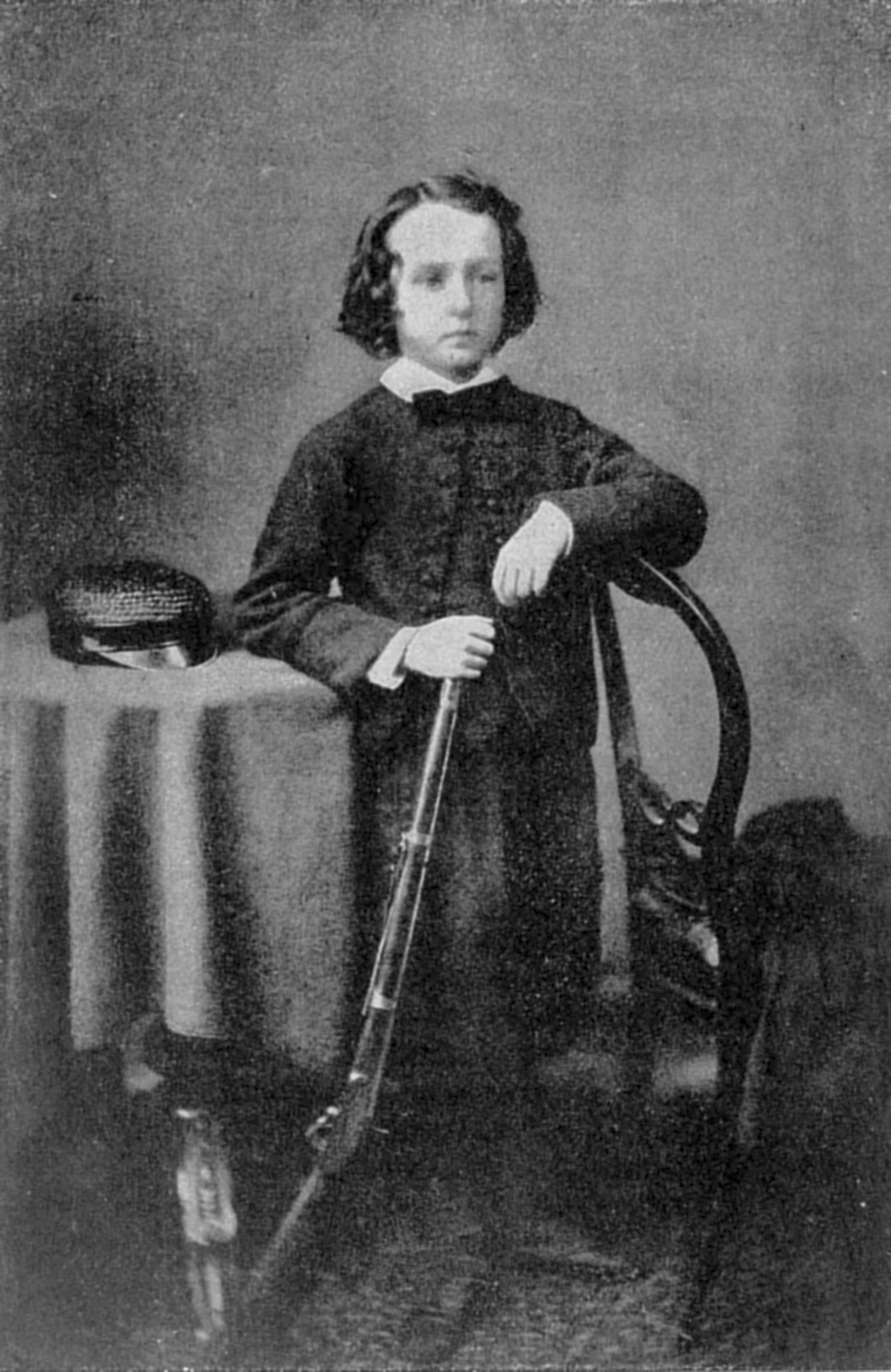
Родс у дитинстві

Родс народився 1853 року у Бішопс-Стортфорді, Гертфордшир, Англія, п'ятим сином преподобного Френсіса Вільяма Родса (1807—1878) та його дружини Луїзи Пікок. Френсіс був священнослужителем Англіканської церкви, служив вічним вікарієм Брентвуда, Ессекс (1834—1843), а потім вікарієм Бішопс-Стортфорда (1849—1876), де він був добре відомий тим, що ніколи не читав проповіді довше десяти хвилин.
Френсіс був старшим сином Вільяма Родса (1774—1843), виробника цегли з Хакні, Мідлсекс. Найбільш раннім прямим предком Сесіля Родса є Джеймс Родс (нар. 1660) зі Снейп Грін, Вітмор, Стаффордшир. Серед братів та сестер Сесіля був Френк Родс, офіцер британської армії.

## Дитинство

### Англія та Джерсі
З дев'яти років Родс відвідував школу у Стортфорді, але через астму батьки хлопчика забрали його з навчального закладу в 1869 році. За словами Безіла Вільямса[сторінка?] Родс «продовжив навчання під наглядом батька (…)». Згідно з інформацією перепису 1961 року, хлопчик проживав у пансіоні зі своєю тіткою, Софією Пікок. Пансіон знаходився в Джерсі, де клімат забезпечував перепочинок для тих, хто страждає такими захворюваннями, як астма. Здоров'я Родса було слабким, і виникли побоювання, що він може захворіти на туберкульоз, симптоми якого виявлялися у деяких членів сім'ї. Батько вирішив відправити його за кордон, до кращого клімату у Південній Африці.

#### Південна Африка

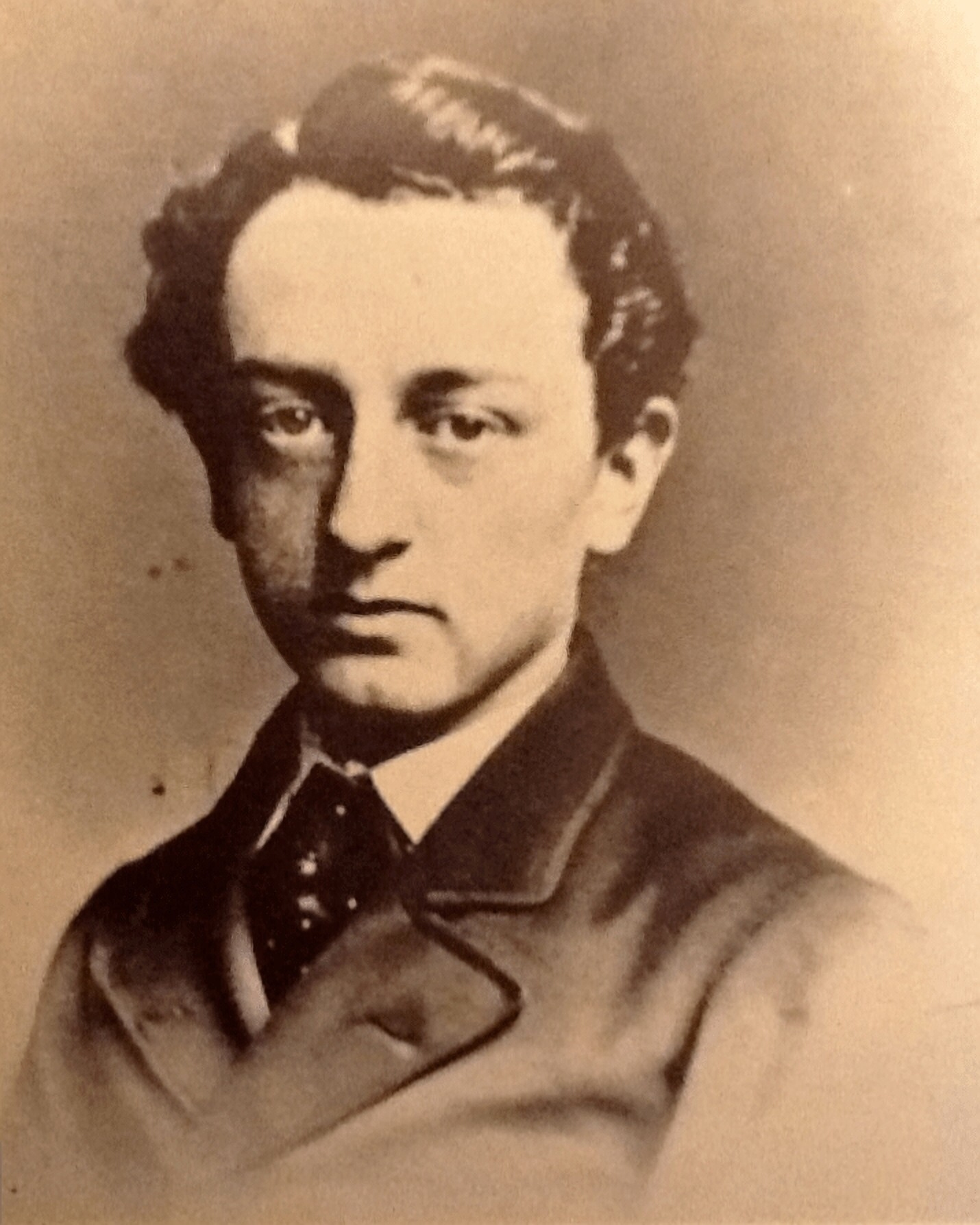
Родс у віці 16 років

Коли він прибув до Африки, Родс жив на гроші, які позичала йому тітка Софія. Після короткого перебування у генерального інспектора геодезиста у Пітермаріцбурзі, Родс зацікавився сільським господарством. Він приєднався до свого брата Герберта на його бавовняній фермі в долині Умкомазі в Наталь. Земля була непридатною для бавовни, і підприємство провалилося. У жовтні 1871 року 18-річний Родс і його 26-річний брат Герберт поїхали до алмазних шахт Кімберлі в Північно-Капській провінції. Завдяки фінансуванню N M Rothschild & Sons, Родсу вдалось протягом наступних 17 років скупити всі менші підприємства з видобутку алмазів у районі Кімберлі. Його монополія на постачання алмазів у світі була закріплена в 1890 році завдяки стратегічному партнерству з лондонським Diamond Syndicate. Вони погодилися контролювати світове постачання, щоб підтримувати високі ціни.[сторінка?][сторінка?] Серед його соратників у перші дні були Джон Мерріман і Чарльз Радд, який пізніше став його партнером у De Beers Mining Company та Niger Oil Company.
У 1880-х роках виноградники Кейпа були спустошені епідемією філоксери. Хворі виноградники були викопані та пересаджені, а фермери шукали альтернативу вину. 1892 року Родс фінансував The Pioneer Fruit Growing Company, підприємство, створене Гаррі Пікстоуном, англійцем, який мав досвід вирощування фруктів у Каліфорнії.[сторінка?] У 1896 році, порадившись з торговим магнатом Персі Молтено, який щойно почав успішні поставки охолодженого товару в Європу, Родс почав приділяти більше уваги експорту плодовому господарству і купив ферми в Грут-Дракенштейні, Веллінгтоні та Стелленбоші. Через рік він купив ще території і доручив серу Герберту Бейкеру побудувати там котедж.[сторінка?][сторінка?] Успішна діяльність незабаром поширилася на Rhodes Fruit Farms і стала наріжним каменем для розвитку сучасної фруктової промисловості Кейпа.

### Освіта

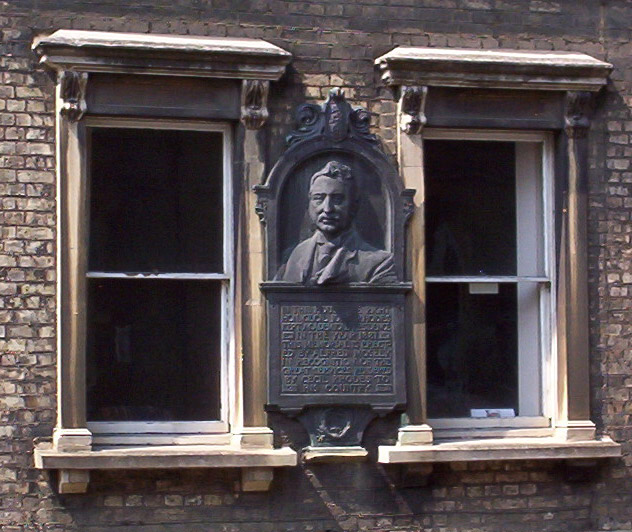
Портрет Родса на першому поверсі будинку номер 6 на King Edward Street, де він проживав, поки був в Оксфорді

У 1873 році Родс залишив свою ферму на піклування свого ділового партнера Радда і вирушив до Англії для навчання в університеті. Він був прийнятий до коледжу Оріел в Оксфорді, але залишився лише на один семестр у 1874 році. Він повернувся до Південної Африки, проте вже у 1876 році продовжив навчання в Оксфорді на другий семестр. На нього сильно вплинула інавгураційна лекція Джона Раскіна в Оксфорді, яка посилила його прихильність до ідей британського імперіалізму.
Серед його соратників в Оксфорді були Джеймс Рочфорт Магвайр, пізніше співробітник Коледжу всіх душ і директор Британської Південно-Африканської компанії, і Чарльз Меткаф. Завдяки своїй університетській кар'єрі Родс захоплювався оксфордською «системою». Врешті-решт він був натхненний розробити свою схему стипендій: «Куди б ви не перевернули погляд — окрім науки — оксфордський чоловік на верхівці дерева». Під час навчання в коледжі Оріел Родс став масоном в університетській ложі «Аполлон». Хоча спочатку він не схвалював цю організацію, він продовжував бути південноафриканським масоном до своєї смерті в 1902 році. Недоліки масонів, на його думку, згодом змусили його задуматись над створенням власного таємного товариства, метою якого було б підкорення всього світу британським правлінням.[сторінка?]

## Діаманти та створення De Beers

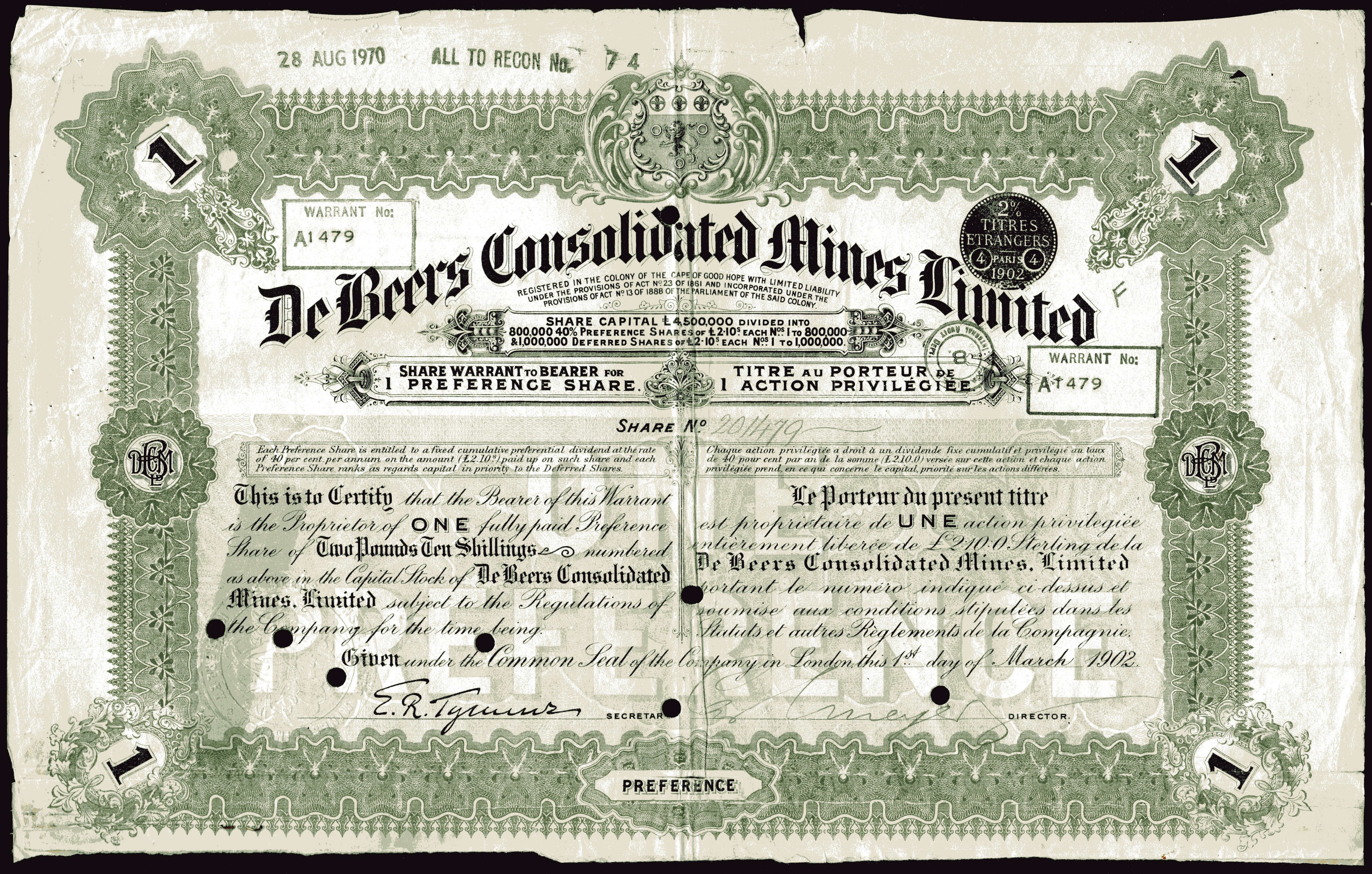
Акція De Beers Consolidated Mines Ltd., видана 1 березня 1902

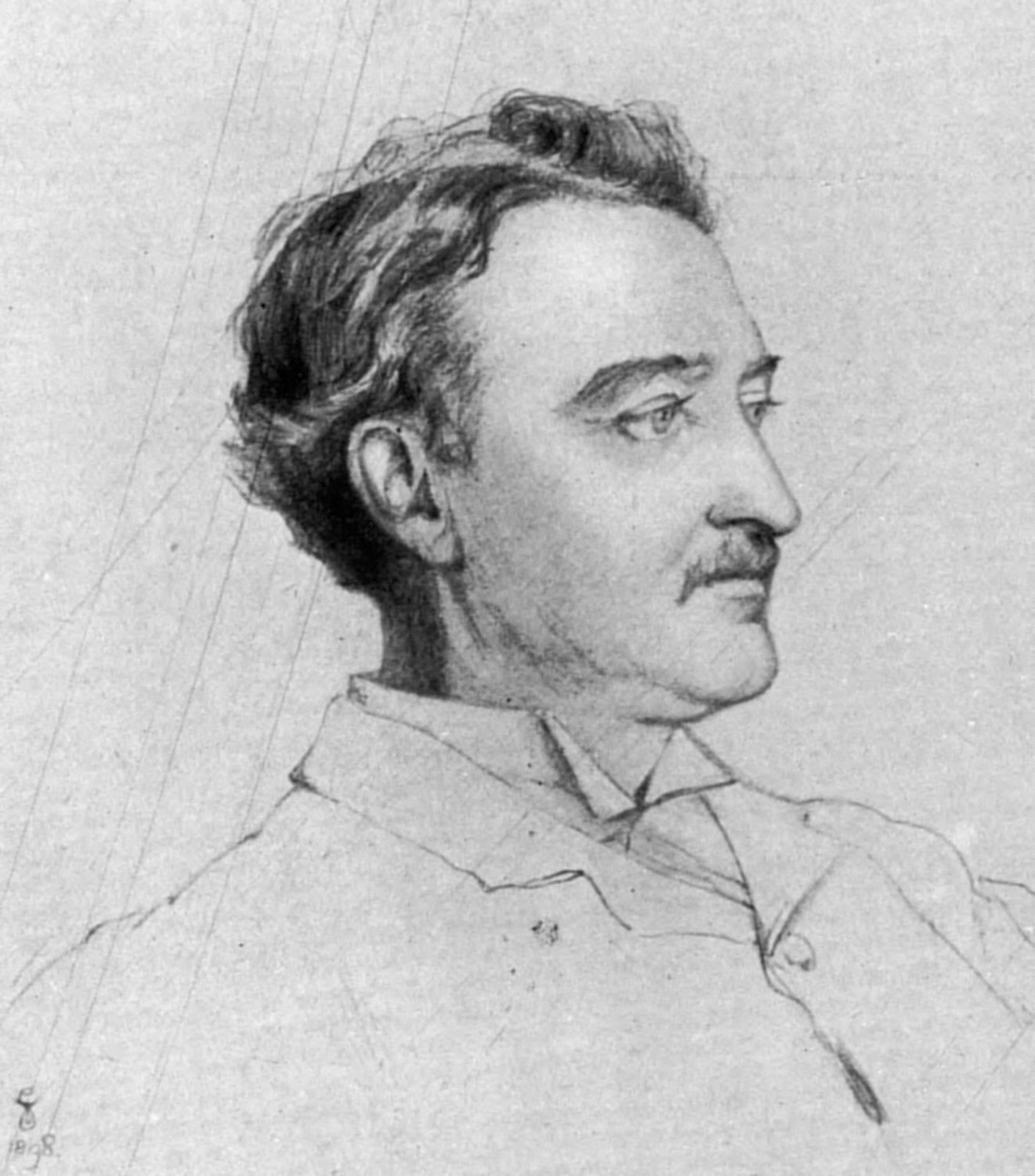
Родс на рисунку Віолет Меннерс

Протягом своїх років в Оксфорді Родс продовжував процвітати у Кімберлі. Перед від'їздом до Оксфорда він і Радд інвестували в дорогу земельну ділянку, яка було знана як De Beers (Vooruitzicht), названа на честь Йоханнеса Ніколааса де Біра та його брата Дідеріка Арнольдуса, які займали ферму. Після купівлі землі в 1839 році у Девіда Дансера Девід Стефанус Фурі дозволив де Бірам і іншим сім'ям африканерів обробляти землю. Регіон простягався від річки Моддер через річку Вет до річки Вааль.[сторінка?]
У 1874 і 1875 роках алмазні родовища були в лабетах депресії, але Родс і Радд були серед тих, хто залишився, щоб консолідувати свої інтереси. Вони вірили, що алмазів буде багато на твердому блакитному ґрунті, який був відкритий після того, як прибрали більш м'який жовтий шар біля поверхні. За цей час серйозною стала технічна проблема з очищенням води, що затоплювала шахти. Родс і Радд отримали контракт на відкачування води з трьох основних шахт. Після того, як Родс повернувся зі свого першого терміну в Оксфорді, він жив з Робертом Дандасом Гремом, який пізніше став партнером по гірничій справі разом з Раддом і Родсом.
13 березня 1888 року Родс і Радд запустили De Beers Consolidated Mines після об'єднання низки окремих претензій. Маючи капітал у 200 000 фунтів стерлінгів, компанія, секретарем якої був Родс, володіла найбільшою часткою в шахті (200 000 фунтів стерлінгів у 1880 р. = 22,5 млн фунтів стерлінгів у 2020 р. = 28,5 млн доларів США). Роудс був призначений головою De Beers під час заснування компанії в 1888 році. De Beers була заснована за фінансування N.M. Rothschild & Sons у 1887 році.

## Політика в Південній Африці

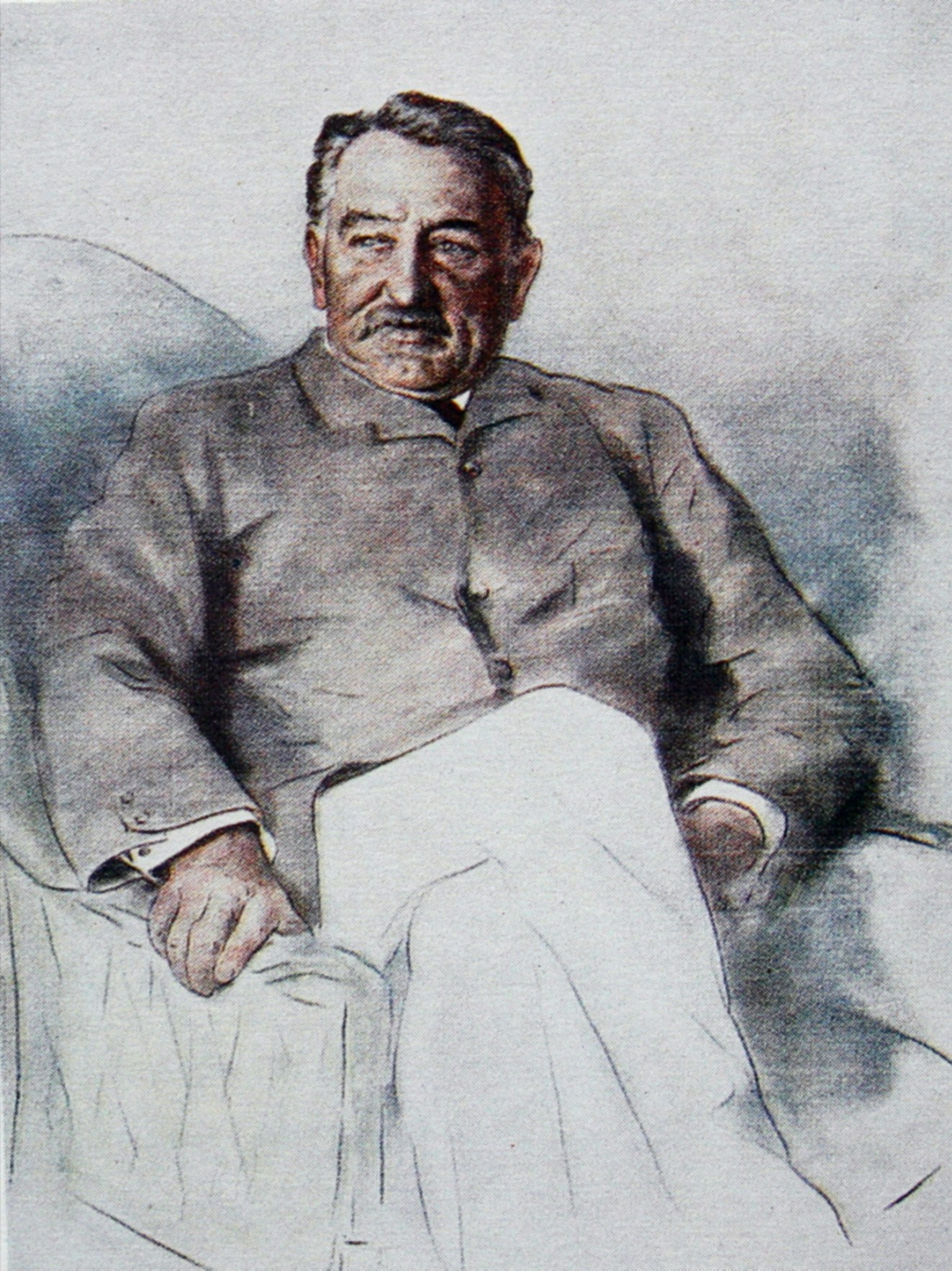
Родс на рисунку Мортімер Менпес

У 1880 році Родс вирішив доєднатись до суспільного життя Капської колонії. Після того, як у 1877 році Західний Грікваленд увійшов до складу Капської колонії, цей район отримав шість місць в Палаті зборів. Родс зосередив свою увагу на сільському та переважно бурському виборчому окрузі Барклі Вест, мешканці якого залишились вірними Родсу до його смерті.
Коли Родс став членом Капського парламенту, головною метою зборів було допомогти вирішити майбутнє Басутоленду. Правління сера Гордона Спрігга намагалося відновити порядок після повстання 1880 року, відомого як «Війна рушниць». Правління Спрігга прискорило повстання, застосувавши свою політику роззброєння всіх корінних африканців.
У 1890 році Родс став прем'єр-міністром Капської колонії. За часи його правління було ухвалено багато законів, які мали на меті витіснення  чорношкірих людей з їхніх земель і звільнення місця для промислового розвитку. Ідея Родса полягала у тому, що чорношкірих людей потрібно вигнати з їхньої землі, щоб «стимулювати їх до праці» та змінити їх звички. «Треба донести до них, — сказав Родс, — що в майбутньому 9 із 10 людей доведеться працювати руками, і чим швидше вони це зрозуміють, тим краще».
У 1892 році набув чинності Родсів Закон про франшизу та вибіркове голосування, що підвищив вимоги до власності з відносно низьких 25 фунтів стерлінгів до значно вищих 75 фунтів стерлінгів, що мало непропорційно значний вплив на раніше зростаючу кількість чорношкірих людей із правом голосування в Капській колонії згідно праву 1853 р. Обмеживши кількість землі, якою африканці мали змогу володіти відповідно до Закону Глена Грея 1894 року, Родс ще більше позбавив прав чорношкіре населення. За словами Річарда Даудена, більшість з них «вважали б майже неможливим повернутися до списку через юридичні обмеження на кількість землі, якою вони можуть володіти». Крім того, Родс був одним із перших розробників Закону про землю корінних осіб 1913 року, який обмежував території країни, де чорношкірим африканцям було дозволено селитися, до менш ніж 10 %. У той час Родс стверджував, що «до корінного населення слід ставитись як до дитини і відмовляти у праві голосу. Ми повинні прийняти систему деспотизму, як-от в Індії, у наших відносинах з варварством Південної Африки».
Родс також запровадив освітню реформу в цьому районі. Його політика відіграла важливу роль у розвитку британської імперської політики в Південній Африці, наприклад податок на хатинку.[прояснити]
Однак Родс не мав прямої політичної влади над незалежною Бурською Республікою Трансвааль.[джерело?] Він часто не погоджувався з політикою уряду Трансвааль, який, за його думкою, не підтримував інтереси власників шахт. 1895 року, вважаючи, що він може використати свій вплив для повалення бурського уряду, Родс підтримав рейд Джеймсона, невдалу спроба повстання в Трансвааль, дії та ідеї рейду мали мовчазне схвалення Державного секретаря з питань колоній Джозефа Чемберлена. Рейд катастрофічно провалився, що змусило Сесіля Родса піти у відставку з посади прем'єр-міністра Капської колонії, його старший брат полковник Френк Родс опинився у в'язниці в Трансваалі, засуджений за державну зраду ледь до смерті, і також сприяло початку Другої англо-бурської війни.
У 1899 році чоловік на ім'я Берроуз подав до суду на Родса за неправдиве представлення мети рейду і тим самим переконавши його взяти участь в рейді. Берроуз був важко поранений, йому довелося ампутувати ногу. Його позов про відшкодування збитків у розмірі 3000 фунтів стерлінгів був задоволений.

## Розширення Британської імперії

### Родс і імперський фактор

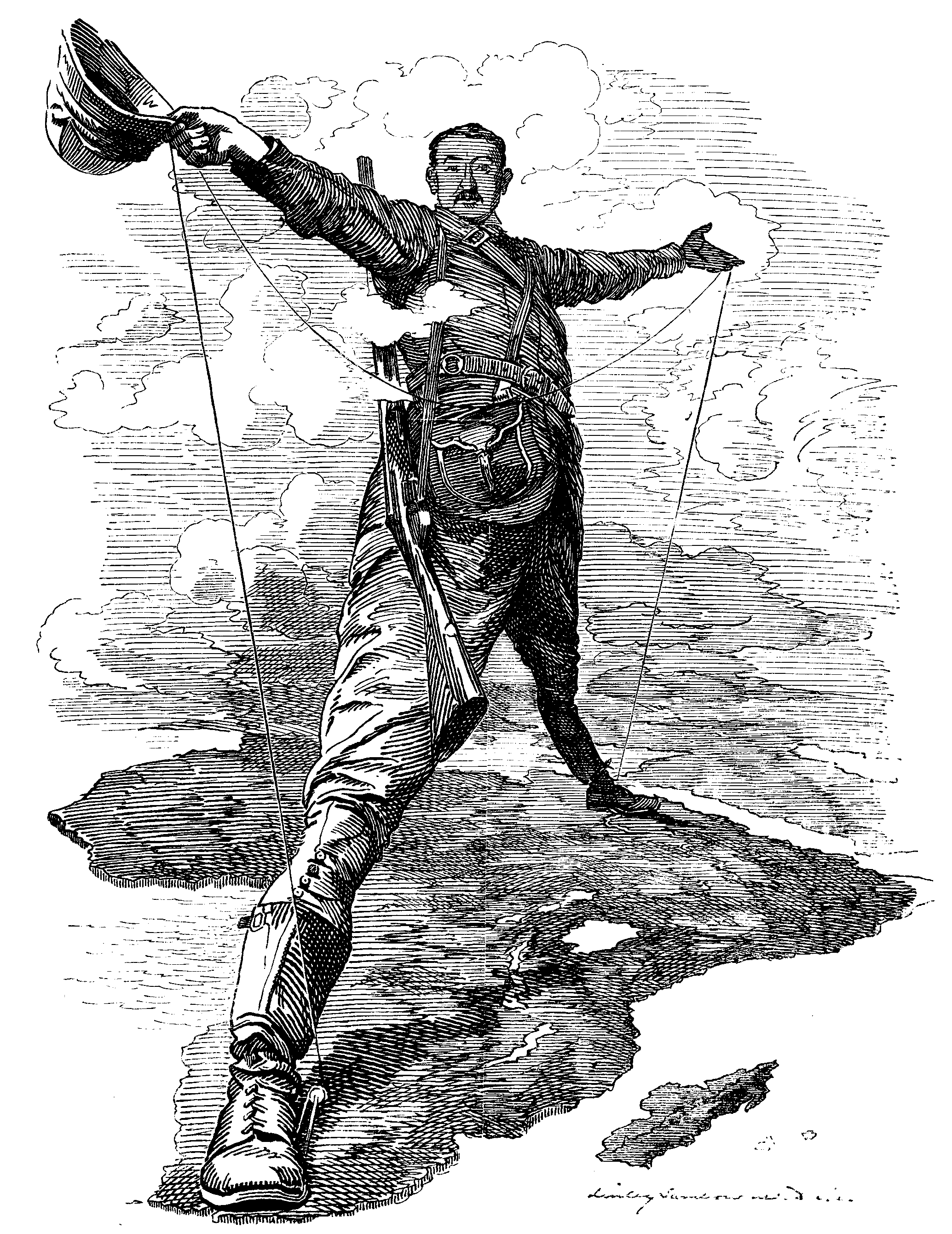
«The Rhodes Colossus» — карикатура Едвард Лінлі Самборн, опублікована в журналі Punch після того, як Родс оголосив про плани будівництва телеграфної лінії з Кейптауна до Каїра в 1892 році.

Родс використав своє багатство та багатство свого бізнес-партнера Альфреда Бейта та інших інвесторів, щоб здійснити свою мрію про створення Британської імперії на нових територіях на півночі, шляхом отримання контрактів на видобуток мінералів від наймогутніших вождів корінного населення. Конкурентна перевага Родса над іншими компаніями з пошуку корисних копалин полягала в поєднанні його багатства та проникливих політичних інстинктів, які також називають «імперським фактором», оскільки він часто співпрацював з британським урядом. Він налагодив зв'язок з місцевими представниками, британськими комісарами, і через них організував британські протекторати над територіями видобутку корисних копалин через окремі, але пов'язані між собою договори. Таким чином він отримав як законність дій, так і безпеку для видобутку корисних копалин. Тоді він міг би залучити більше інвесторів. Імперська експансія та капітальні інвестиції йшли разом.
Імперський фактор був двостороннім: Родс не хотів, щоб бюрократи Колоніального офісу в Лондоні втручалися в імперію в Африці. Він хотів, щоб нею керували британські поселенці, місцеві політики та губернатори. Це привело його до зіткнення з багатьма в Британії, а також з британськими місіонерами, які виступали за, що вони вважали більш етичним, пряме правлінням з Лондона. Родс переміг, тому що збирався оплачувати витрати на управління територіями на півночі Південної Африки за рахунок свого майбутнього прибутку від видобутку корисних копалин. Колоністи не мали достатньо коштів для самостійного панування на цих територіях, тому Родс як людина багата, а тому важлива, мав великий вплив. Він просував свої бізнес-інтереси як стратегічні інтереси Великобританії: не даючи португальцям, німцям чи бурам просуватися в південно-центральну Африку. Компанії та агенти Родса закріпили ці переваги, отримавши багато пільг на видобуток корисних копалин.

### Договори, концесії та хартії

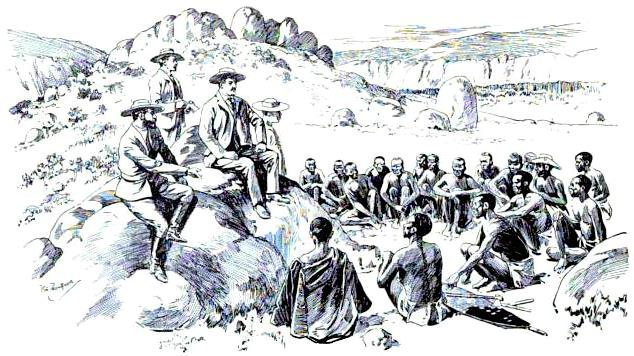
Родс і ндебеле укладають договір на пагорбах Матопос

Родс вже намагався отримати концесію на видобуток корисних копалин від Лобенгули, вождя племені ндебеле у Матабеле, але не зміг. 1888 року він спробував знову. Він відправив Джона Моффата, сина місіонера Роберта Моффата, якому довіряв Лобенгула, щоб переконати останнього підписати договір про дружбу з Британією і погодитись на пропозиції Родса. Його соратник Чарльз Радд разом з Френсісом Томпсоном і Рошфортом Магуайром запевнили Лобенгулу, що не більше десяти білих людей будуть працювати в Матабеле. Це обмеження було виключено з документа, відомого як Концесія Радда, який підписав Лобенгула. Крім того, в ньому зазначалося, що видобувні компанії можуть робити все необхідне для своєї діяльності. Коли пізніше Лобенгула виявив справжні наслідки концесії, він спробував відмовитися від неї, але британський уряд проігнорував його.
Протягом перших днів існування компанії Родс та його партнери налаштовувались на заробіток у мільйони (сотні мільйонів у поточних фунтах) протягом найближчих років за допомогою того, що було описано як «supressio veri… що слід вважати одним із найменш добропорядних дій Родса». Всупереч думці уряду Британії і суспільства, концесія Радда не належала Британській Південно-Африканській компанії, а нетривалому допоміжному концерну Родса, Радда та кількох інших людей, який називався Центральною Пошуковою асоціацією, яка була тихо утворена в Лондоні в 1889 році. Ця організація перейменувала себе в United Concession Company в 1890 році, а невдовзі після цього продала конценсію Радда Chartered Company за 1 000 000 акцій. Коли працівники Колоніального управління виявили цю аферу в 1891 році, вони порадили держсекретарю з питань колоній Кнатсфорду розглянути можливість скасування концесії, але жодних заходів не було вжито.
Озброївшись концесією Радда, в 1889 році Родс отримав від британського уряду хартію для своєї Британської Південно-Африканської компанії (BSAC) на управління території від річки Лімпопо до великих озер Центральної Африки. Він отримав подальші концесії та договори на північ від Замбезі, наприклад, у Бароцеланді (концесія Лохнера з королем Леваніка в 1890 році, яка була схожа на концесію Радда); і в районі озера Мверу (концесія Альфреда Шарпа в Казембе 1890 року). Родс також відправив Шарпа отримати концесію на багату на корисні копалини Катангу, але ситуація виявилась безжалісною: коли Шарп отримав відсіч від правителя Мсірі, король Бельгії Леопольд II отримав концесію завдяки вбивству Мсірі для своєї Вільної держави Конго.
Родс також хотів включити протекторат Бечуаналенд (тепер Ботсвана) до статуту BSAC. Але три короля Тсвани, включаючи Кхаму III, поїхали до Британії і переконали британську громадську думку, щоб територія залишилася під контролем Британського Колоніального управління в Лондоні. Родс прокоментував: «Принизливо бути повністю побитим цими неграми».
Британське Колоніальне управління також вирішило керувати Британською Центральною Африкою (Ньясаленд, сьогоднішня Малаві) через активність[прояснити] Девіда Лівінгстона, який намагався покласти край східноафриканській арабо-суахілійській работоргівлі. Родс заплатив значну частину витрат, щоб британський комісар з Центральної Африки сер Гаррі Джонстон та його наступник Альфред Шарп допомагали забезпечувати безпеку Родсу на північно-східних територіях BSAC. Джонстон поділяв експансіоністські погляди Родса, але він і його наступники були не такими прихильниками поселенців, як Родс, і не погоджувалися щодо відносин з африканцями.

### Родезія

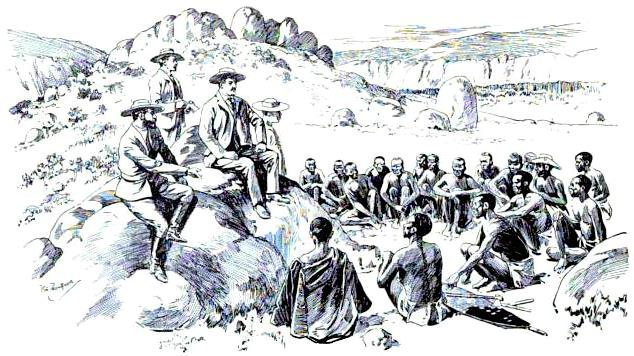
Родс та ндебеле укладають мир на пагорбах Матобо, малюнок Роберта Бейдена-Павелла, 1896

BSAC мала власну поліцію, Британська Поліція Південної Африки, яка використовувалася для контролю над Матабелелендом і Машоналендом у сучасному Зімбабве. Компанія сподівалася запустити «новий Ренд» на території стародавніх золотих копалень шона. Оскільки поклади золота були не такими багатими, як вони сподівалися, багато білих поселенців, які супроводжували BSAC до Машоналенду, стали фермерами, а не шахтарями. На початку 1890-х років білі поселенці та їхня місцева поліція брали участь у масових невибіркових зґвалтуваннях жінок ндебеле.
Ндебеле і шона — два основних, але суперничих народи — скористалися відсутністю більшої частини BSAP для рейду Джеймсона в січні 1896 р., вони окремо повстали проти європейських поселенців, BSAC розгромив їх у Другій війні Матабеле. Після відставки з посади прем'єр-міністра Капської колонії Родс вирушив до Матабелеленду і призначив себе полковником у власних нерегулярних військах, що рухалися з Солсбері до Булавайо. Він залишався керуючим директором BSAC (з довіреністю приймати рішення без затвердження управління в Лондоні) до червня 1896 року, порушуючи заклики Чемберлена піти у відставку, і дав інструкції не виявляти пощади при придушенні повстання, сказавши офіцерам, що «Ваші вказівки — це, — сказав він майору, — завдати якомога більше шкоди місцевим навколо вас». Він наказав офіцеру поліції «вбити все, що ви можете», навіть тих ндебеле, які благали пощади і скинули зброю… Невдовзі після того, як стало відомо, що американський скаут Фредерік Рассел Бернем убив духовного лідера ндебеле Млімо, і після участі в кавалерійській атаці в одній з останніх битв цієї фази війни, соратник Родса Йохан Коленбрандер організував зустріч з вождями ндебеле, що залишилися. Родс і кілька його колег увійшли без зброї до фортеці ндебеле на пагорбах Матобо. Під час серії зустрічей між серпнем і жовтнем він переконав імпі скласти зброю, таким чином завершивши Другу війну Матабеле.
Після війни в Матабелеленді, під час придушення повстання в Машоналенді, Родс повернувся до Лондона, щоб дати свідчення Спеціальному Комітету Палати громад Великобританії з розслідування рейду Джеймсона. Оскільки Родс мав звинувачувальні телеграми, що демонстрували співучасть Державного секретаря з питань  колоній Чемберлена у рейді. Родс та його адвокат змогли шантажувати Чемберлена, щоб він зберіг Хартію BSAC, залишивши компанію відповідальною за управління територією на північ від Лімпопо, навіть як дана територія стала колонією Корони. Родс повернувся в Машоналенд, далі наглядаючи за придушенням повстання у 1897 році. Скандал пов'язаний з його ім'ям не завадив йому знову увійти до правління BSAC у 1898 році. Він залишився депутатом у Капському парламенті та таємним радником.
Наприкінці 1894 року території, щодо яких BSAC мав концесії або договори, які спільно називали «Замбезією» на честь річки Замбезі, що протікає посередині, становили територію в 1 143 000 км² між річкою Лімпопо та озером Танганьїка. У травні 1895 року назву територій було офіційно змінено на «Родезія», що відображає популярність Родса серед поселенців, які неофіційно використовували назву починаючи з  1891 року. Назву «Південна Родезія» було офіційно прийнято в 1898 році для частини території на південь від Замбезі, яка пізніше стала Зімбабве. Позначення «Північно-Західна» і «Північно-Східна Родезія» використовувалися з 1895 року для території, яка пізніше стала Північною Родезією, а потім Замбією. Родс побудував собі будинок у 1897 році в Булавайо.

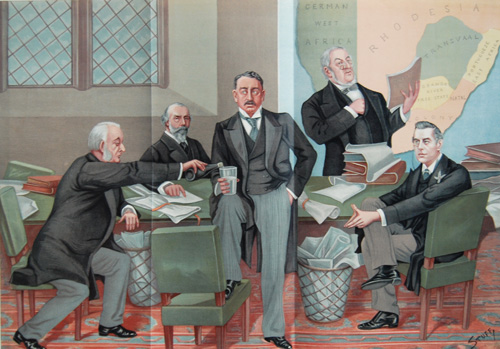
«Творці та руйнівники імперії» роботи Генрі Райта, де зотражена сцена Комітету Південної Африки 1897. Зліва направо: генеральний прокурор Її Величності Річард Вебстер (віконт Альверстоун), Генрі Лабушер (відомий як творець поправки Лабушера, яка вперше криміналізувала всякий прояв чоловічого гомосексуалізму), Сесіль Родс, Вільям Гаркорт (політик) та Джозеф Чемберлен.

У своєму заповіті Родс постановив, що повинен бути похований у пагорбах Матопос (нині пагорби Матобо). Після його смерті на мисі в 1902 році його тіло було перевезено поїздом до Булавайо. На його похованні були присутні вожді ндебеле, тепер оплачувані агенти адміністрації BSAC, які просили, щоб ніхто не вшановував пам'ять померлого пострілами, оскільки це занепокоїло б духів. Тоді вони вперше дали білій людині королівський салют матабеле, Баєте. Роудс похований разом з Леандером Старром Джеймсоном і 34 британськими солдатами, загиблими в патрулі Шангані. Попри періодичні спроби повернути його тіло до Сполученого Королівства, його могила залишається там досі, є «невіддільною частиною історії Зімбабве» і щороку приваблює тисячі відвідувачів.

### «Червона лінія від мису до Каїра»

Особистий прапор Родса символізує його мрію про «Кейп—Каїр»

Мапа, що зображує практично повний британський контроль над шляхом від мису до Каїру, 1913
під контролем Британії

Однією з мрій Родса була «червона лінія» на карті від мису до Каїра (на геополітичних картах британські домініони завжди позначалися червоним або рожевим). Родс зіграв важливу роль у приєднанні африканських держав на півдні для Імперії. Він та інші вважали, що найкращим способом «об'єднати володіння, полегшити управління, дати можливість військовим швидко переміщатися в гарячі точки або вести війну, допомогти поселенню та сприяти торгівлі» було б побудувати «залізницю від мису до Каїра».
Цей проєкт не обійшлося без проблем. Наприкінці 1890-х років Франція мала суперечливу стратегію щодо об'єднання своїх колоній із заходу на схід по всьому континенту, а португальці створили «Рожеву карту», що представляє їхні претензії до питання суверенітету в Африці. Бельгія та Німеччина виявилися головними перешкодами на шляху до британської мети, поки Сполучене Королівство не завоювало та не захопило Танганьїку у німців як мандат Ліги Націй.

## Політичні погляди

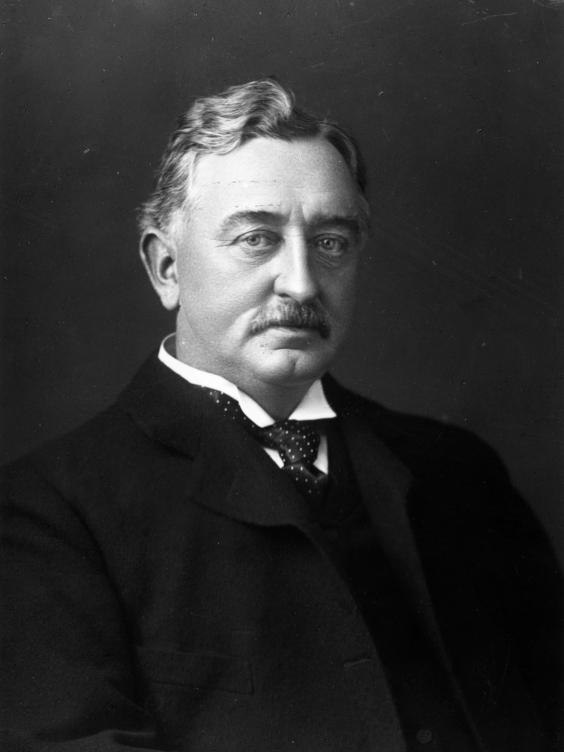
Сесіль Родс

Родс хотів розширити Британську імперію, оскільки вважав, що англосаксонській расі призначено бути величними та могутніми., У праці 1877 року, яку Родс як студент Оксфорда написав і описав «проєкт деяких моїх ідей», сказано про англійців: «Я стверджую, що ми перша раса в світі, і що чим більшу частину світу ми заселимо, тим краще буде людству. Я стверджую, що кожен акр, доданий до нашої території, означає народження більшої кількості англійської раси, яка інакше не була б створена».
Родс хотів створити Співдружність, у якій усі країни імперії, де домінують британці, будуть представлені в британському парламенті. Родс прямо вказав у своєму заповіті, що всі раси повинні мати право на отримання стипендії. Кажуть, що він хотів створити американську еліту королів-філософів, які б домагалися повернення Сполучених Штатів до Британської імперії. Оскільки Родс також поважав і захоплювався німцями та їхнім кайзером, він дозволив німецьким студентам бути включеними до стипендій Родса. Він вірив, що згодом Сполучене Королівство (включаючи Ірландію), США та Німеччина разом домінуватимуть у світі й забезпечать вічний мир.[сторінка?]
Погляди Родса на расову приналежність обговорювались; він підтримував право голосу корінних африканців, але критики назвали його «архітектором апартеїду» і «прихильником білих», особливо з 2015 року. За словами Магубейна, Родс був «незадоволений тим, що в багатьох виборчих округах Кейпа голоси африканців могли б стати вирішальними, якби більше з них скористалися цим правом вибору згідно з чинним законодавством [посилаючись на Cape Qualified Franchise]», при цьому Родс стверджував, що «з корінними мешканцями слід поводити себе як з дітьми і відмовляти у праві голосу. Ми повинні прийняти систему деспотизму, як-от роботи в Індії, у наших відносинах з варварством Південної Африки». Родс виступав за управління корінними африканцями, які живуть у Капській колонії, «у стані варварства та спільного володіння» як «піддану расу».

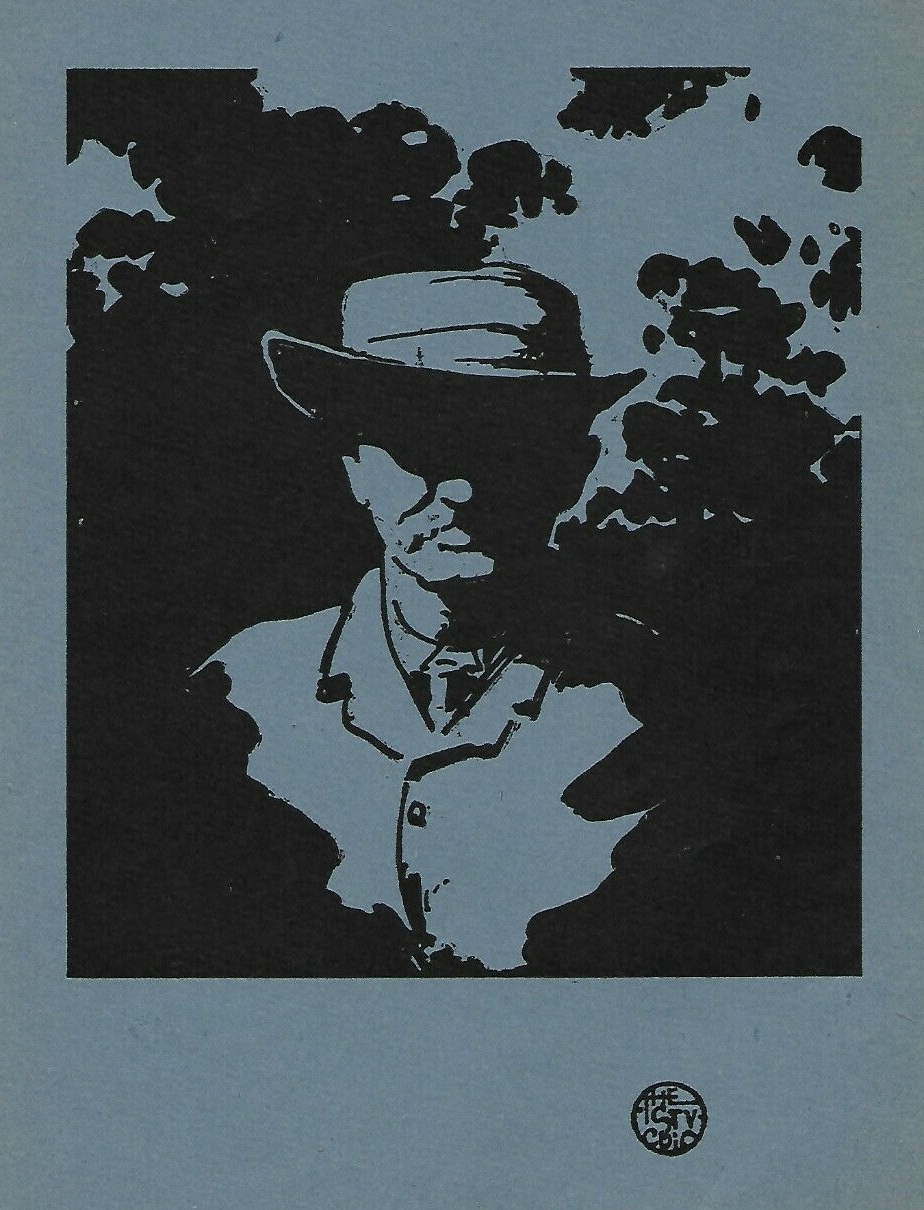
Родс, автор Мортімер Менпес, 1901

Однак інші заперечують ці погляди. Наприклад, історик Реймонд К. Менсінг зазначає, що Родс має репутацію найяскравішого зразка британського імперського духу, і завжди вважав, що британські інститути були найкращими. Менсінг стверджує, що Родс тихо розробив більш тонку концепцію імперської федерації в Африці, і що його зрілі погляди були більш збалансованими та реалістичними. За словами Менсінга, «Родс не був біологічним чи максимальним расистом. Попри його підтримку того, що стало основою для системи апартеїду, його краще розглядати як культурного або мінімального расиста». У статті 2016 року для The Times професор Оксфордського університету Найджел Біггар стверджував, що, хоча Родс був відданим імперіалістом, звинувачення проти нього в расизмі безпідставні. У статті 2021 року Біггар також стверджував, що:
Якби Родс був расистом, він не мав би теплих стосунків з окремими африканцями, він би не вважав їх здатними до цивілізації, і він би взагалі не підтримував їхнє право голосу. Він також не вказав у своєму остаточному заповіті від липня 1899 року, що стипендії, які будуть носити його ім'я, повинні призначатися без урахування «раси». І все ж він зробив усі ці речі.
Що стосується внутрішньої політики в Британії, Родс був прихильником Ліберальної партії. Єдиним значним впливом Родса була його широкомасштабна підтримка ірландської націоналістичної партії на чолі з Чарльзом Стюартом Парнеллом (1846—1891).
Родс добре працював з африканерами в Капській колонії; він підтримував викладання голландської, а також англійської мови в державних школах. Бувши прем'єр-міністром Капської колонії, він допоміг усунути більшість їхніх правових обмежень. Він був другом Яна Гофмейра, лідера Африканерського союзу, і значною мірою завдяки підтримці африканерів він став прем'єр-міністром Капської колонії. Родс виступав за посилення самоврядування Капської колонії, щоб імперія контролювалася місцевими поселенцями та політиками, а не Лондоном.
Вчений і зімбабвійський письменник Пітер Годвін, критикуючи Родса, пише, що його потрібно розглядати через призму та культурну, соціальну перспективу його епохи, стверджуючи, що Родс «не був Гітлером 19-го століття. Він був не настільки виродком, як людиною свого часу… Родс і білі піонери в Південній Африці дійсно поводилися підло за сьогоднішніми мірками, але не гірше, ніж білі поселенці в Північній Америці, Південній Америці та Австралії; і в певному сенсі краще, враховуючи, що геноцид тубільців в Африці був менш повним. Бо всі колишні африканські колонії тепер перебувають під владою корінних народів, на відміну від Америки та Антиподів, більшість з аборигенів яких були майже знищені».
Далі Годвін каже: «Родс і його друзі ідеально вписувалися в їхнє оточення і відповідали моралі (або її відсутності) того часу. Як це часто буває, історія просто слідувала гравітаційному притягуванню чудової вогневої потужності».

## Особисте життя

### Стосунки з чоловіками
Роудс ніколи не був одружений, кажучи: «У мене забагато роботи», і стверджуючи, що він не буде відповідальним чоловіком.[сторінка?] За словами його особистого банкіра Льюїса Мітчелла, Родс «часом виявляв винятковий людський інтерес до благополуччя молодих чоловіків і проникливо сприймав їхні характери… Одного разу, коли його роздратували докорами щодо його прихильності до молодих чоловіків, він відповів: „Звичайно, звичайно, вони скоро візьмуться за нашу роботу; ми повинні навчити їх, що робити, а чого уникати“». За словами його секретаря Філіпа Журдана, він «здавалося, мав симпатію до молодих чоловіків» і був «особливо прихильний до людей з блакитними очима». Грем Бауер, заступник сера Геркулеса Робінсона, описав стосунки між Родсом та його особистим секретарем Невіллом Пікерінгом як «дружбу абсолютно подібну до кохання».
Автор Робін Браун стверджує в книзі пише, що Родс був гомосексуалом, закоханим у свого особистого секретаря Невілла Пікерінга. Пол Мейлам з Університету Родса розкритикував книгу в рецензії на The Conversation як «засновану великою мірою на припущеннях і твердженнях» з відсутністю «посилання на вихідний матеріал для обґрунтування своїх заяв», а також через те, що вона містить основні фактичні помилки.
Дослідники Роберт І. Ротберг та Браян Робертс стверджували, що він був гомосексуалом. За словами Ротберга, гомосексуальність Родса «безперечна на основі наявних доказів». У біографічному драматичному серіалі BBC «Родс» (1996), написаному Ентоні Томасом, його розглядали як гея.

### Княгиня Радзивілл
В останні роки його життя Родса переслідувала польська принцеса Катерина Радзивіл, уроджена Жевуська. Принцеса брехливо стверджувала, що вона заручена з Родсом і у них роман. Вона попросила його одружитися з нею, але Родс відмовився. У відповідь вона звинуватила його в шахрайстві з кредитами. Йому довелося постати перед судом і свідчити проти її звинувачення. Вона написала біографію Родса під назвою «Сесіл Роудс: Людина та творець імперії»[сторінка?]. ЇЇ звинувачення в результаті виявились хибними.

## Друга англо-бурська війна

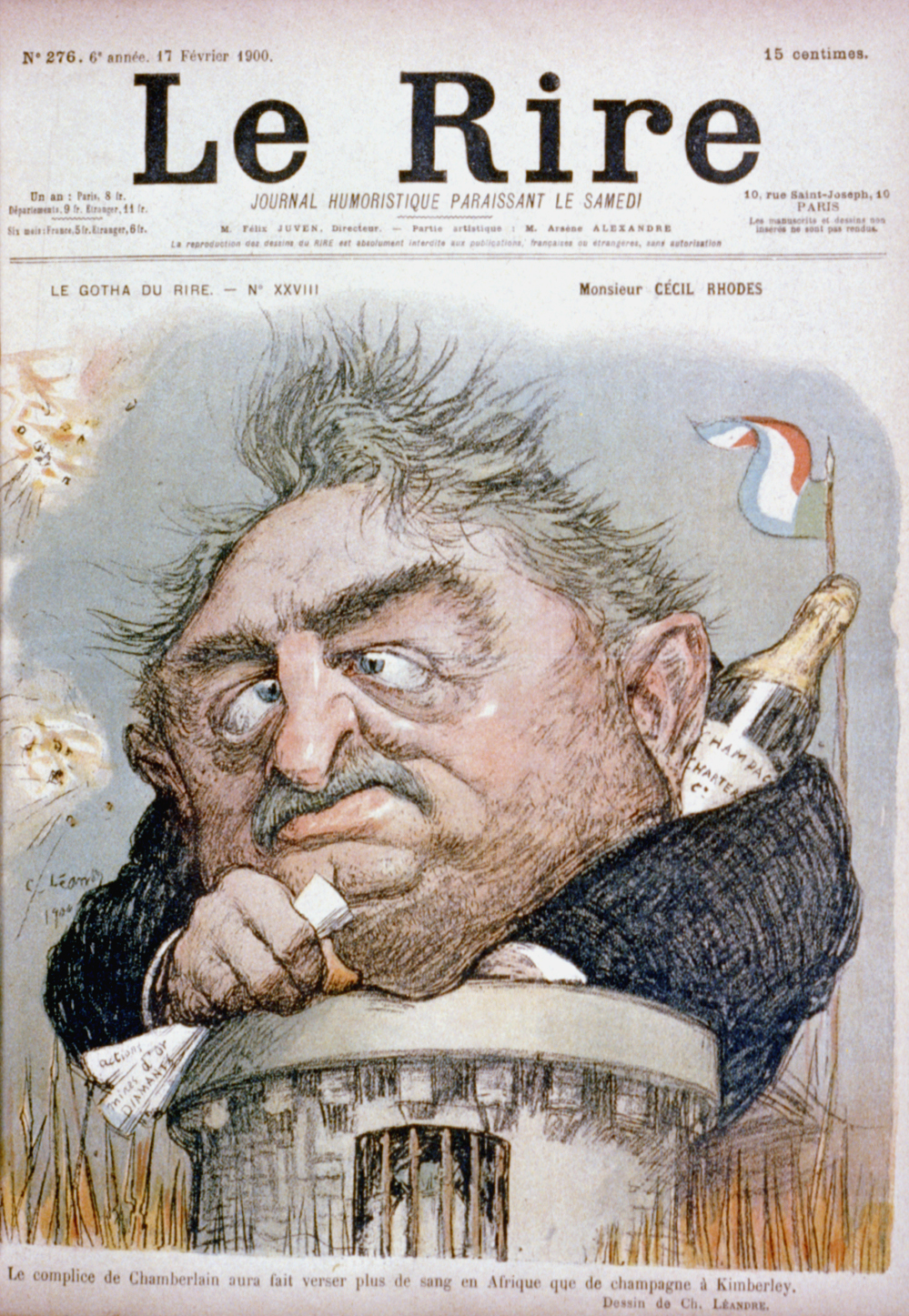
Французька карикатура на Родса, що зображує його у пастці в Кімберлі під час Другої бурської війни

Під час Другої англо-бурської війни Родс подався до Кімберлі на початку облоги, щоб підняти політичні ставки на уряд та змусити його виділити ресурси на оборону міста. Військові ставились до Родса скоріше як до тягаря, ніж до помічника, і вважали його нестерпним. Офіцер, який командував гарнізоном Кімберлі, підполковник Роберт Кекевіч, зазнав серйозних особистих труднощів з Родсом через нездатність останнього співпрацювати.
Попри ці відмінності, компанія Родса відігравала важливу роль у обороні міста, забезпечуючи водопостачанням та холодильним обладнанням, будуючи укріплення та виготовляючи бронепоїзди, снаряди та одноразову гармату «Лонг Сесіл».
Родс використав своє становище та вплив, щоб лобіювати британський уряд з метою зняти облогу Кімберлі, заявляючи в пресі, що ситуація в місті була відчайдушною. Військові хотіли зібрати великі сили для захоплення бурських міст Блумфонтейн і Преторія, але вони були змушені змінити свої плани і надіслати три окремі менші сили для зняття облоги Кімберлі, Мафекінга та Ледісміта.

## Смерть

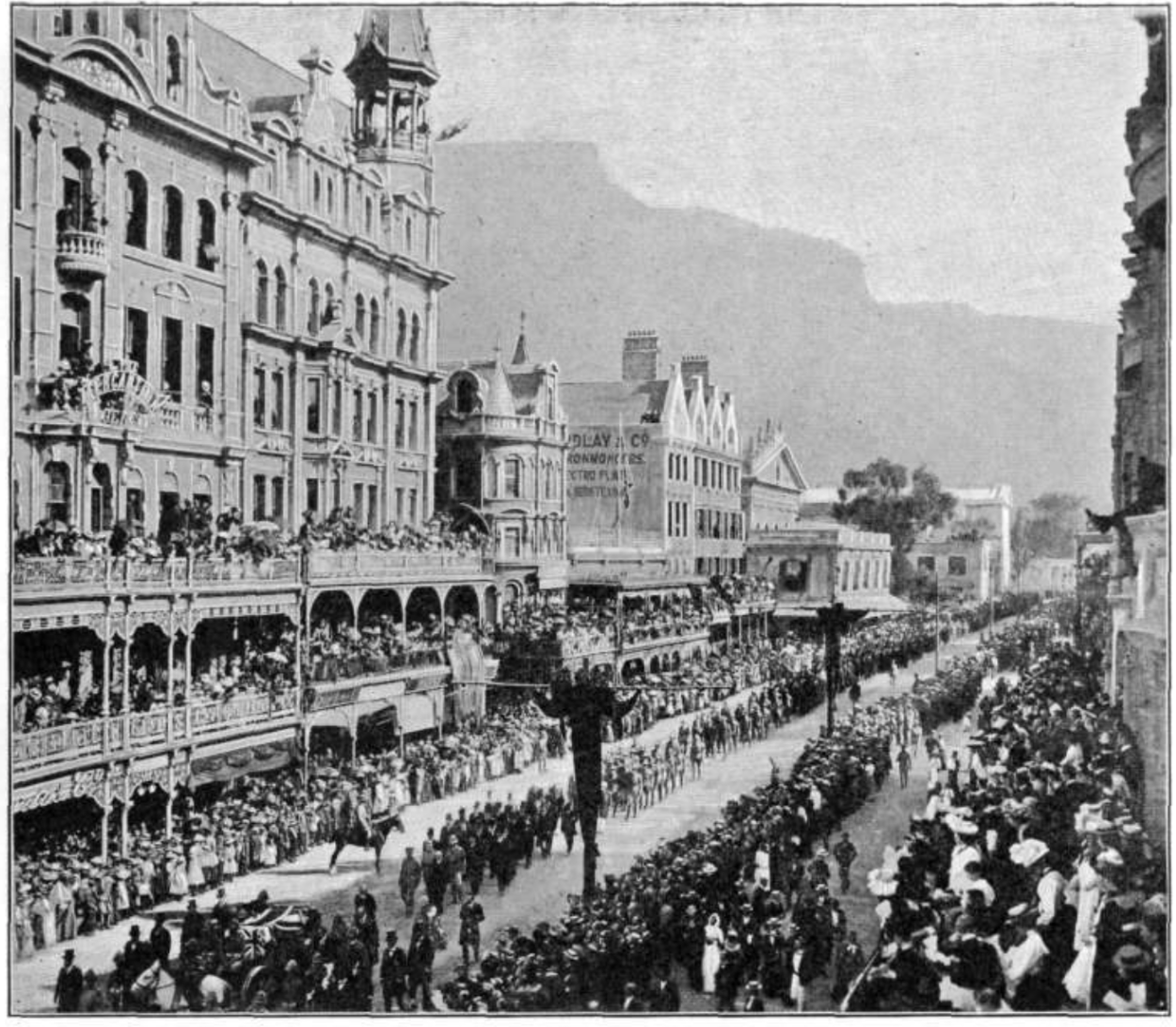
Похоронна процесія Родса на вулиці Аддерлі, Кейптаун, 3 квітня 1902 року

Хоча Родс залишався провідною фігурою в політиці південної Африки, особливо під час Другої англо-бурської війни, протягом свого відносно короткого життя його переслідувало погане здоров'я.
Його відправили в Натал у 16 років, оскільки вважалося, що клімат може допомогти. Після повернення до Англії в 1872 році його здоров'я знову погіршилося через проблеми з серцем і легенями до такої міри, що його лікар, сер Морелл Маккензі, вважав, що йому залишилось жити лише шість місяців. Родс повернувся до Кімберлі, де його здоров'я покращилося. З 40 років його проблеми з серцем повернулись з наростаючою тяжкістю. Так Родс і зустрів свою смерть від серцевої недостатності в 1902 році, у 48 років, у своєму приморському котеджі в Муйзенберзі.
Уряд організував епічну подорож на поїзді від мису до Родезії, причому похоронний потяг зупинявся на кожній станції, щоб скорботні могли віддати свою шану. Повідомлялося, що в Кімберлі «практично все населення пройшло процесією повз похоронну машину». Нарешті його поховали на вершині пагорба World's View, розташованому приблизно за 35 кілометрів (22 милі) на південь від Булавайо, у тодішній Родезії. Сьогодні його могила є частиною національного парку Матобо, Зімбабве.

## Спадщина
Родс був об'єктом критики останнім часом, деякі історики описували його постать як безжального імперіаліста та сторонника переваги білої раси. Ідея залишити могилу Родса на пагорбах Матопос (нині Матобо) не обійшлася без суперечок у сучасному Зімбабве. У грудні 2010 року Кейн Матема, губернатор Булавайо, назвав могилу «образою африканських предків» і сказав, що, на його думку, її присутність принесла цьому регіону нещастя та погану погоду.
У лютому 2012 року прихильники Мугабе та активісти ZANU–PF відвідали місце поховання, вимагаючи дозволу від місцевого вождя на ексгумацію останків Родса та повернення їх до Британії. Багато хто вважав це націоналістичним політичним трюком напередодні виборів, а місцевий вождь Масуку та Годфрі Махачі, один із провідних археологів країни, рішуче висловили свою думку щодо неприйняття переносу могили через її історичне значення для Зімбабве. Тодішній президент Роберт Мугабе також виступив проти цього.
У 2004 році Родс був посів 56 місце у телесеріалі SABC 3 «Великі південноафриканці».
У своєму другому заповіті, написаному в 1877 році до того, як він накопичив своє багатство, Родс хотів створити таємне товариство, яке приведе весь світ під британське правління. Його біограф називає це «розширеною фантазією». Родс уявляв собі таємне товариство для поширення британського правління на весь світ, включаючи Китай, Японію, всю Африку та Південну Америку, а також Сполучені Штати:
Таємне Товариство — це проєкт, справжньою задачею та метою якого є поширення британського панування на весь світ, удосконалення системи еміграції з Сполученого Королівства та колонізації британськими підданими усіх земель, де засоби до існування можна отримати енергією, працею та підприємництвом, і особливо окупація британськими поселенцями всього Африканського континенту, Святої Землі, долини Євфрату, островів Кіпр і Кандія, цілого Південної Америки, острови Тихого океану, якими досі не володіла Великобританія, весь Малайський архіпелаг, узбережжя Китаю та Японії, остаточне відновлення Сполучених Штатів Америки як невіддільної частини Британської імперії, введення системи колоніального представництва в імперському парламенті, яка може мати тенденцію об'єднати розорених членів Імперії і, нарешті, створити єдину велику державу, яка унеможливить війни та сприятиме розвитку людства.

### Останній заповіт
Кінцева воля Родса — коли у нього дійсно були гроші — була набагато більш реалістичною і зосереджена на стипендіях. Він також залишив велику площу землі на схилах Столової гори південноафриканській нації. Частина цього маєтку стала верхнім кампусом університету Кейптауна, інша частина стала Національним ботанічним садом Кірстенбош; значна частина території уникла забудови і зараз ті землі є важливою природоохоронною зоною.

#### Стипендія Родса

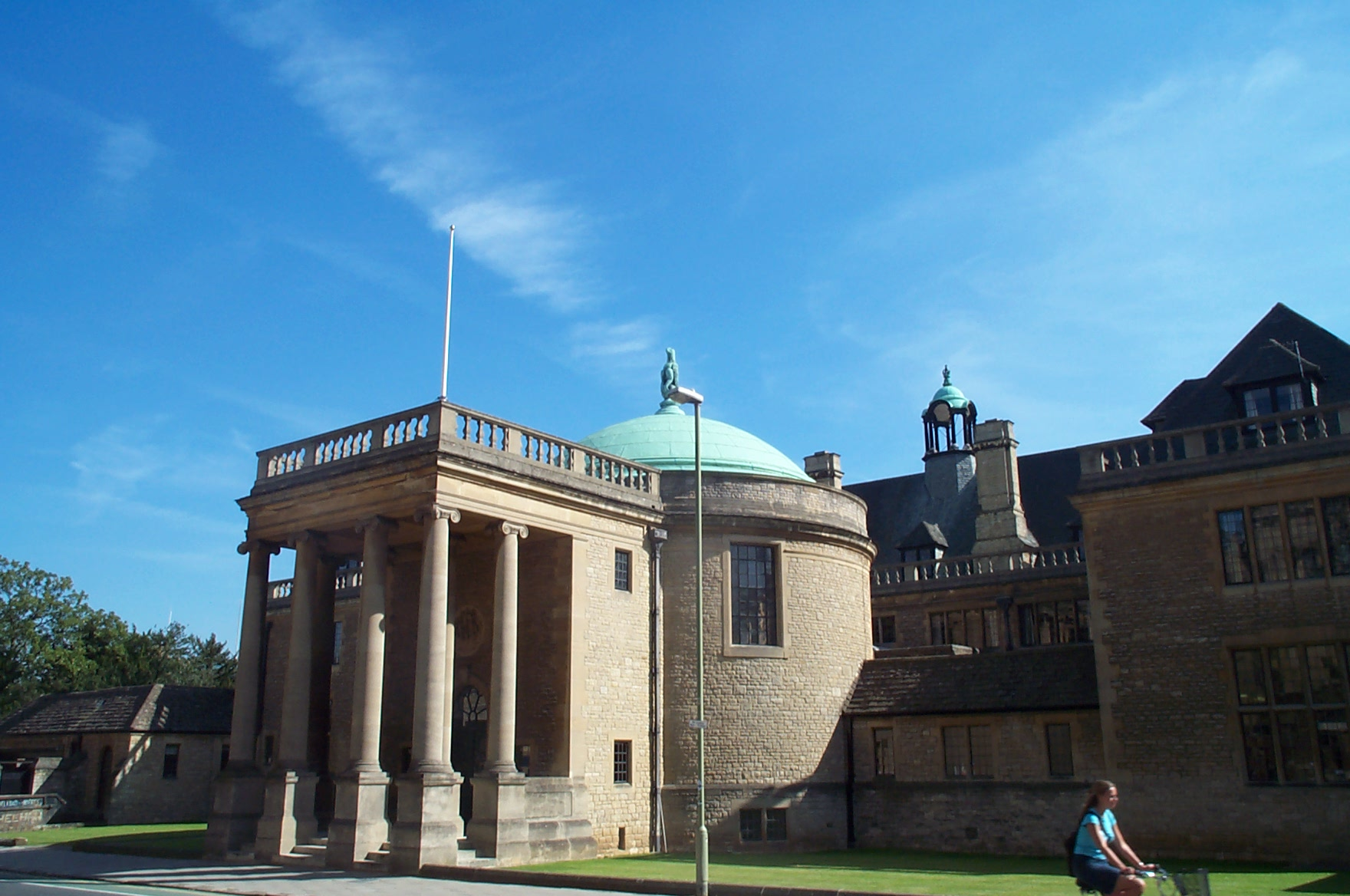
Будинок Родса, Оксфорд, 2004

У своєму останньому заповіті Родс наполягав на  заснуванні іменної стипендії. Протягом попередніх півстоліття уряди, університети та окремі особи в колоніях поселенців створювали з цією метою мандрівні стипендії. Стипендія Родса відповідала усталеній моделі. Стипендія дозволила студентам-чоловікам з територій під британським правлінням або раніше під британським правлінням, а також з Німеччини навчатися в альма-матер Родса, Оксфордському університеті. Цілями Родса було сприяти розвитку та підтримці лідерству, що було засновано на громадському дусі і доброму характері, а також ідеях «унеможливлення війни», сприяючи дружбі між великими державами.

### Пам'ятні знаки
Меморіал Родсу стоїть на його улюбленому місці на схилах Піку Диявола в Кейптауні, з видом на північ і схід на маршрут з мису до Каїра. З 1910 по 1984 рік будинок Родса в Кейптауні, Грут Шуур, був офіційною капською резиденцією прем'єр-міністрів Південної Африки і продовжував залишатися резиденцією президента.

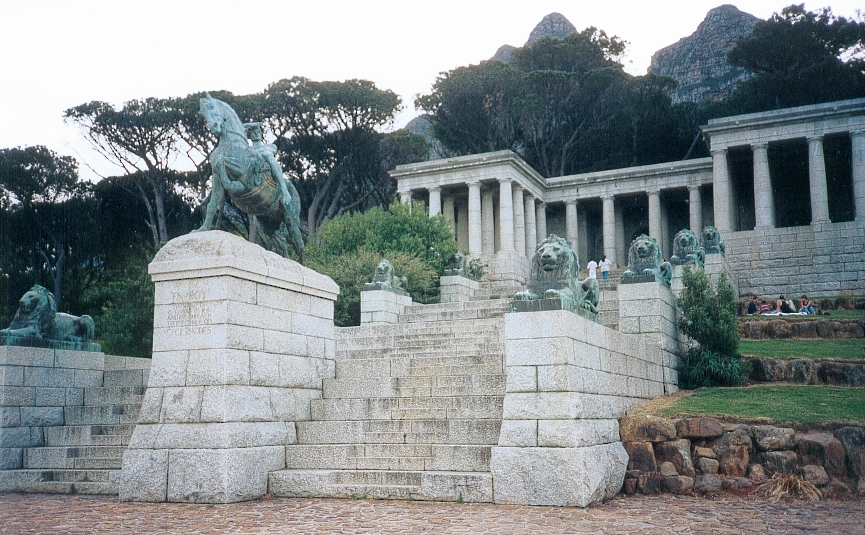
Меморіал Родса на Піку Диявола

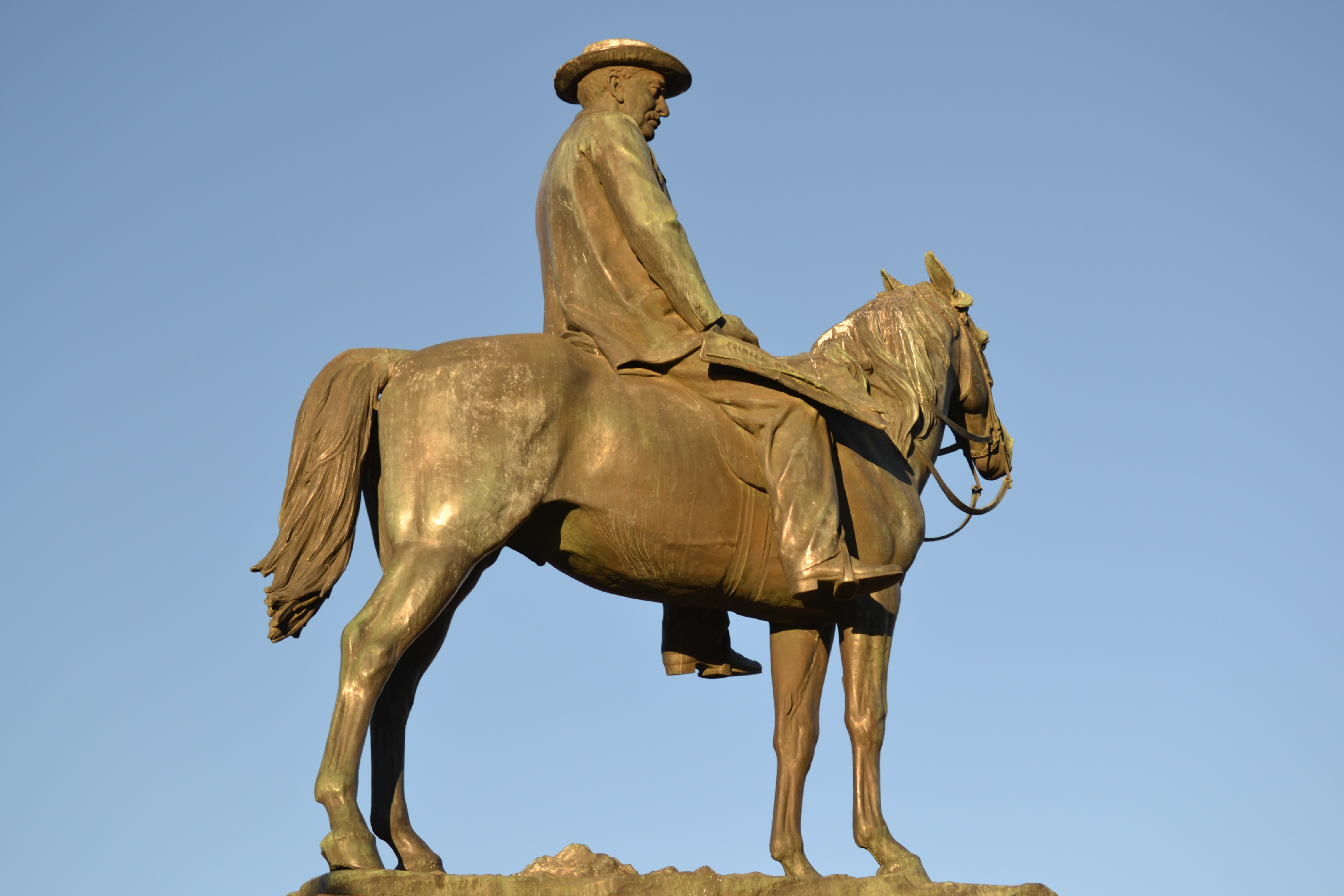
Статуя Родса у Кімберлі

Його місце народження в 1938 році було перетворено на  Меморіальний музей Родса, нині знаний як South Mill Arts. Котедж у Муйзенбергу, де він помер, є пам'ятником провінційної спадщини в Західно-Капській провінції Південної Африки. Сьогодні котедж керується як музей Муйзенберзького Історичного Товариства і відкритий для публіки. Можна побачити власні речі Родсу, включаючи оригінальний стіл кімнати для засідань De Beers, навколо якого торгували діамантами вартістю мільярди доларів.[джерело?]
Університетський коледж Родса, нині Університет Родса у Гремстауні, був заснований актом парламенту 31 травня 1904 року.
Жителі Кімберлі, Північний Кейп, вирішили побудувати у своєму місті меморіал на честь Родса, який був відкритий у 1907 році. На 72-тонній бронзовій статуї зображен Родс на своєму коні, який дивиться на північ з картою в руці й одягнений так, як він був тоді, коли зустрів ндебеле після їх повстання.

### Опозиція

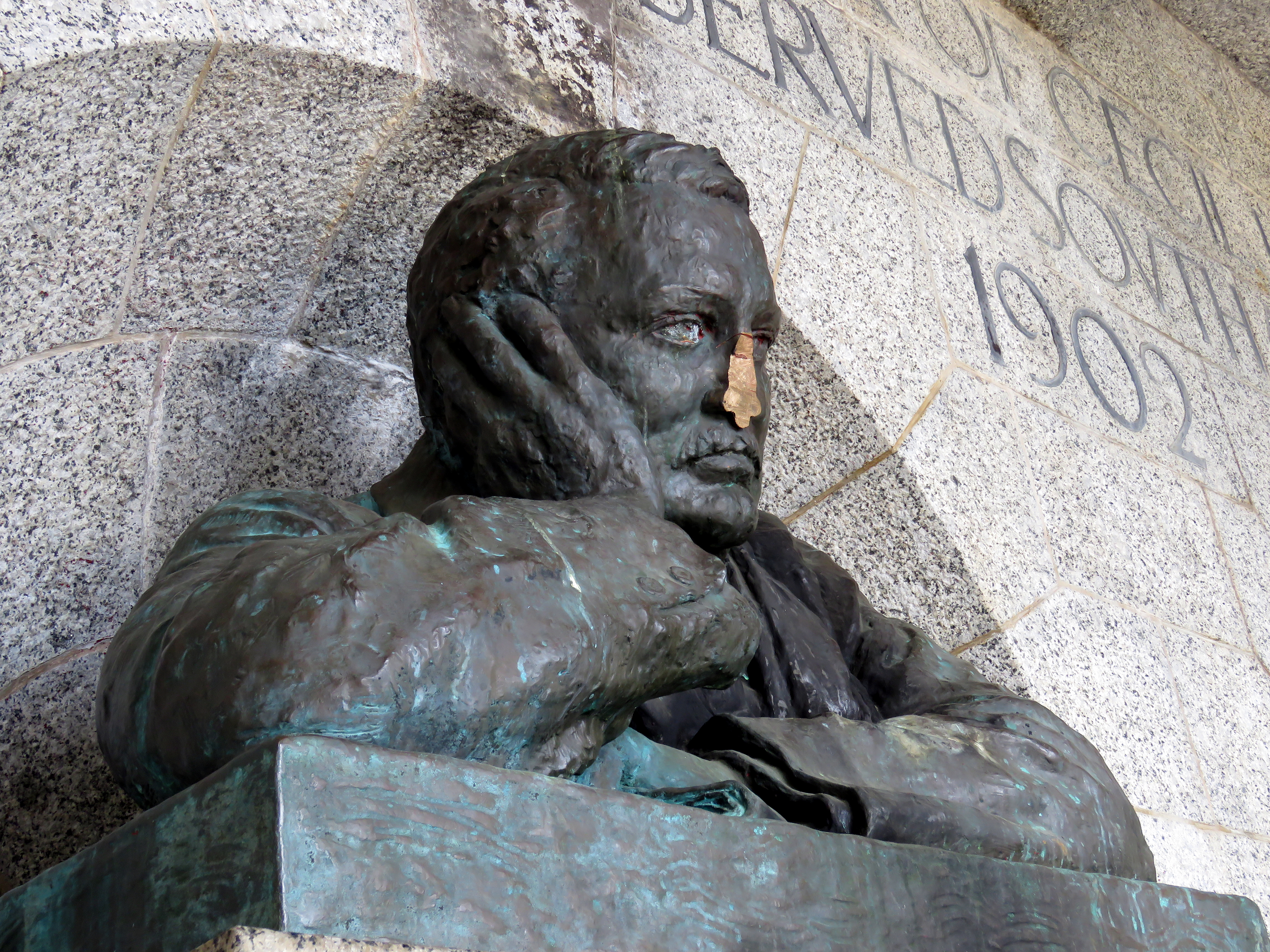
Безносий бюст на Меморіалі Родса, Кейптаун

Проти меморіалів Родса почали виступали принаймні з 1950-х років, коли деякі студенти-африканери вимагали видалити статую Родса в Університеті Кейптауна. Рух 2015 року, знаний як «Родс має впасти» (або #RhodesMustFall у соціальних мережах), почався зі студентських протестів в Університеті Кейптауна, які успішно домоглися того, щоб влада університету вилучила статую Родсу з кампусу. Протест також мав ширшу мету — підняти питання щодо відсутності системної расової трансформації після апартеїду в південноафриканських інститутах.
Після серії протестів і проявів вандалізму в Університеті Кейптауна різні союзні рухи як у Південній Африці, так і в інших країнах були започатковані подібні рухи проти меморіалів Сесіля Родса. Вони включали в собі кампанію перейменування Університету Родса та видалення статуї Родса з Оріел коледжу, Оксфорд. Кампанія була висвітлена в документальному фільмі Channel 4, який називався «The Battle for Britain's Heroes». Документальний фільм був знятий після того, як Афуа Хірш написав статтю на цю тему. Більше того, стаття Аміта Чаудхурі в The Guardian припускає, що критика була «недивною та запізнілою». Інші вчені, включаючи Кехінд Ендрюс, видатного британського вченого та автора, що спеціалізується на дослідженнях чорношкірих, висловлювалися на користь #RhodesMustFall. Проте правління Оріел Коледж вирішили залишити статую Родса, попри протести. У 2016 році правління коледжу стверджували, що вони втратять подарунки на суму близько 100 мільйонів фунтів стерлінгів, якщо приберуть статую. У червні 2020 року у коледжі була створена незалежна слідча комісія на тлі широкої підтримки знищення статуї.
Британська енциклопедія, обговорюючи його спадщину, писала про Родса, що він "колись визначив свою політику як «рівні права для кожної білої людини на південь від Замбезі», а пізніше, під тиском лібералів, змінив слово «білий» на «цивілізований». Але він, ймовірно, думав що можливість того, що корінні африканці стануть «цивілізованими», настільки віддалена, що ці два вирази означали для нього те саме.
Як частину своєї спадщини, Родс залишив значну суму грошей для фінансування талановитих молодих учених («раса» не була критерієм) в Оксфорді. Зараз в Оксфорді ряд тих південноафриканських і зімбабвійських стипендіатів виступають за видалення його статуї з експозиції в Оксфорді. Один з південноафриканських стипендіатів, Нтокозо Квабе, відповів, що «ця стипендія не купує наше мовчання… Немає ніякого лицемірства в тому, щоб бути одержувачем стипендії і публічно критикувати Сесіля Родса та його спадок… Немає такої ідеї, яка зобов'язувала б нас знаходити „гарне“ у характері Родса, або виправдовувати імперіалістичний, колоніальний порядок, який він пропагував».
У червні 2020 року, на тлі ширшого контексту протестів Black Lives Matter, керівний орган коледжу Оріел проголосував за видалення статуї Родса, розташованої на фасаді коледжу, що виходить на Оксфордську Хай-стріт. Фактичне видалення відбудеться принаймні ранньою весною 2021 року, коли комісія, створена коледжем, представить свій звіт про майбутнє статуї. У травні 2021 року комісія повідомила, що, хоча більшість членів підтримали зняття статуї, витрати на це були надто високими, і тому коледж не буде вживати заходів.

## У популярній культурі

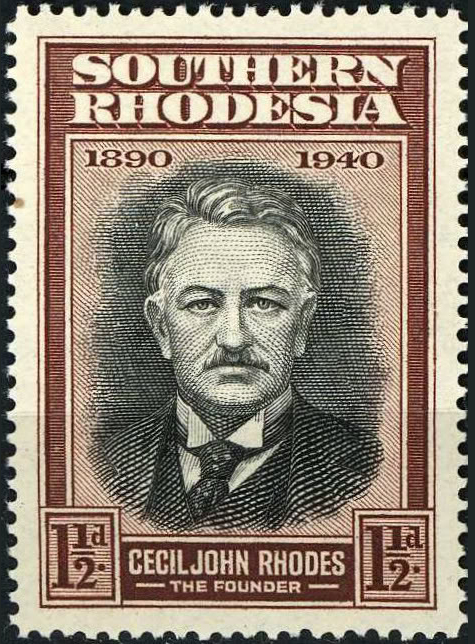
С. Д. Родс на поштовій марці Південної Родезії

Марк Твен характеризував Родса так:

| „Він до цього дня стоїть на карколомній висоті, під самим куполом неба, залишаючись дивом свого часу, загадкою нинішнього віку, архангелом з крилами – для однієї половини світу й дияволом з рогами – для іншої. Відверто визнаю, я захоплююсь ним; і коли проб’є його година, я обов'язково куплю на згадку шматок мотузки, на якій він буде повішений”. |

### Уточнення
1. ↑  Надавши фінансування на створення De Beers у 1887, Ротшильд також почав інвестувати у видобування дорогоцінних каменів в Африці й Індії. На початок 21 століття йдеться про 40% світового ринку алмазів, і був період, коли частка становила 90%.[35]

#### Монографії
- Aldrich, Robert; Wotherspoon, Garry (2001). Who's who in Gay and Lesbian History: From Antiquity to World War II. Routledge. ISBN 978-0-415-15982-1.
- Alexander, Eleanor, ред. (1914). Chapter XIV: South Africa 1893. Primate Alexander, Archbishop of Armagh. A memoir. London: Edward Arnold. с. 259.
- Bigelow, Bill; Peterson, Bob (2002). Rethinking Globalization: Teaching for Justice in an Unjust World. Milwaukee: Rethinking Schools. ISBN 978-0-942961-28-7.
- Blake, Robert (1977). A History of Rhodesia. London: Methuen. ISBN 978-0413283504.
- Anon (2007). Boschendal: founded 1685. Boschendal Ltd. ISBN 978-0-620-38001-0.
- Britten, Sarah (2006). The Art of the South African Insult. 30° South Publishers. ISBN 978-1-920143-05-3.
- Colvin, Ian (1922). The Life of Jameson. London: E. Arnold and Co. ISBN 978-1-116-69524-3.
- Currey, John Blades; Simons, Phillida Brooke (1986). 1850 to 1900: fifty years in the Cape Colony. Brenthurst Press. ISBN 978-0-909079-31-4.
- Davidson, Apollon Borisovich (2003). Cecil Rhodes and his Time. Christopher English (trans.). Protea Book House. ISBN 978-1-919825-24-3.
- Epstein, Edward Jay (1982). The rise and fall of diamonds: the shattering of a brilliant illusion. Simon and Schuster. ISBN 978-0671412890.
- Ferguson, Niall (1999). The house of Rothschild: the world's banker, 1849–1999. Viking. ISBN 978-0-670-88794-1.
- Flint, John (2009). Cecil Rhodes. Little, Brown. ISBN 978-0-316-08670-7., a scholarly biography
- Galbraith, John S.[en] Crown and Charter: the Early Years of the British South Africa Company (1974).
- Garrett, F. Edmund (1905). Rhodes and Milner . The Empire and the century. London: John Murray. с. 478—520.
- Johari, J. C. (1993). Voices Of Indian Freedom Movement. Anmol Publications Pvt. Limited. ISBN 978-81-7158-225-9.
- Judd, Denis, and Keith Surridge. The Boer War: A History (Bloomsbury Publishing, 2013).
- Knowles, Lilian Charlotte Anne; Knowles, Charles Matthew (2005). The Economic Development of the British Overseas Empire. Taylor & Francis. ISBN 978-0415350488.
- Le Sueur, Gordon (1913). Cecil Rhodes. The Man and His Work. London: London.
- Lockhart, John Gilbert; Woodhouse, Christopher Montague (1963). Cecil Rhodes: The Colossus of Southern Africa. Macmillan.
- McDonald, J.G. (1917). Rhodes – A Life. London: Chatto & Windus. с. 403.
- Magubane, Bernard M. (1996). The Making of a Racist State: British Imperialism and the Union of South Africa, 1875–1910. Trenton, New Jersey: Africa World Press. ISBN 978-0865432413.
- Martin, Meredith (2009). Diamonds, Gold, and War: The British, the Boers, and the Making of South Africa. CreateSpace. ISBN 978-1-4587-1877-8.
- Massie, Robert K. (1991). Dreadnought: Britain, Germany and the Coming of the Great War. London: Jonathan Cape. ISBN 978-1781856680.
- McCracken, Donal P. (2003). Forgotten Protest: Ireland and the Anglo-Boer War. Ulster Historical Foundation. с. 22—24. ISBN 978-1903688182.
- Millin, Sarah Gertrude (1933). Rhodes. Harper & brothers.
- Oberholster, A. G.; Van Breda, Pieter (1987). Paarl Valley, 1687—1987. Human Sciences Research Council. ISBN 0-7969-0539-8.
- Pakenham, Thomas (1992). Boer War. HarperCollins. ISBN 978-0380720019.
- Parsons, Neil (1993). A New History of Southern Africa. London: Macmillan. ISBN 978-0-8419-5319-2.
- Phelan, T. (1913). The Siege of Kimberley. Dublin: M.H. Gill and Son. ISBN 978-0-554-24773-1.
- Picton-Seymour, Désirée (1989). Historical Buildings in South Africa. Struikhof Publishers. ISBN 978-0-947458-01-0.
- Pinney, Thomas (1995). The Letters of Rudyard Kipling: Volume 3: 1900–10. Palgrave Macmillan UK. с. 72. ISBN 978-1349137398.
- Plomer, William (1984). Cecil Rhodes. D. Philip. ISBN 978-0-08646018-9.
- Radziwill, Princess Catherine (1918). Cecil Rhodes: Man and Empire Maker. London, New York, Toronto and Melbourne: Cassell & Company, Ltd. ISBN 978-0-554-35300-5.
- Rhodes, Cecil (1902). Stead, William Thomas (ред.). The Last Will and Testament of Cecil John Rhodes, with Elucidatory Notes, to which are Added Some Chapters Describing the Political and Religious Ideas of the Testator. London.
- Roberts, Brian (1969). Cecil Rhodes and the Princess. Lippincott.
- Roberts, Brian (1976). Kimberley: Turbulent City. D. Philip. ISBN 978-0-949968-62-3.
- Rönnbäck, Klas; Broberg, Oskar (2019). Capital and Colonialism: The Return on British Investments in Africa 1869–1969. Springer. ISBN 978-3-030-19711-7.
- Rosenthal, Eric (1965). South African Surnames. H. Timmins.
- Rotberg, Robert I. (1988). The Founder: Cecil Rhodes and the Pursuit of Power. Oxford University Press. ISBN 978-0-19-987920-5.; 856pp; the standard scholarly biography says McFarlane, (2007)
- Simpson, William; Jones, Martin Desmond (2000). Europe, 1783—1914. Routledge. с. 237. ISBN 978-0-415-22660-8.
- Thomas, Antony (1997). Rhodes: Race for Africa. St. Martin's Press. ISBN 978-0-312-16982-4.
- Thompson, J. Lee (2007). Forgotten Patriot: A Life of Alfred, Viscount Milner of St. James's and Cape Town, 1854–1925. Fairleigh Dickinson Univ Press. ISBN 978-0-8386-4121-7.
- Twain, Mark (1898). A Journey around the World. Hartford, CT: The American Publishing Company.
- Williams, Basil (1921). Cecil Rhodes. Holt.
- Wilson, Scott (2016). Resting Places: The Burial Sites of More Than 14,000 Famous Persons, 3d ed. McFarland. ISBN 978-1-4766-2599-7.

#### Енциклопедії
- Domville-Fife, C.W. (1900). The encyclopedia of the British Empire the first encyclopedic record of the greatest empire in the history of the world. Bristol: Rankin. с. 89.
- Farwell, Byron (2001). The Encyclopedia of Nineteenth-century Land Warfare: An Illustrated World View. W. W. Norton & Company. ISBN 978-0-393-04770-7.
- Panton, Kenneth J. (2015). Historical Dictionary of the British Empire. London: Rowman & Littlefield. ISBN 978-0810878013.

#### Журнальні статті
- Brown, Richard (November 1990). The Colossus. The Journal of African History. Cambridge University Press. 31 (3): 499—502. doi:10.1017/S002185370003125X. S2CID 197414114.
- Gray, J.A. (1956). A Country in Search of a Name. The Northern Rhodesia Journal. III (1): 75—78. Процитовано 1 серпня 2014.
- Gray, J.A. (1954). First Records-? 6. The Name Rhodesia. The Northern Rhodesia Journal. II (4): 101—02. Процитовано 1 серпня 2014.
- Lowry, Donal (2004). 'The granite of the ancient North': race, nation and empire at Cecil Rhodes's mountain mausoleum and Rhodes House, Oxford. У Wrigley, Richard; Craske, Matthew (ред.). Pantheons: Transformations of a Monumental Idea. Ashgate. ISBN 978-0-7546-0808-0.
- Mensing, Raymond C. (1986). Cecil Rhodes's Ideas of Race and Empire. International Social Science Review. 61 (3): 99 — через ProQuest.
- Pietsch, Tamson (2011). Many Rhodes: travelling scholarships and imperial citizenship in the British academic world, 1880–1940. History of Education. 40 (6): 723—39. doi:10.1080/0046760X.2011.594096. ISSN 0046-760X. S2CID 144672521.
- Plumb, J. H. «Cecil Rhodes» History Today (June 1953) 3#6 pp 431–38.
- Rotberg, Robert I. (2014). Did Cecil Rhodes Really Try to Control the World?. The Journal of Imperial and Commonwealth History. 42 (3): 551—67. doi:10.1080/03086534.2014.934000. ISSN 0308-6534. S2CID 159787554.

#### Газетні статті
- Blair, David (19 жовтня 2004). Racists on List of 'Great South Africans'. The Telegraph. Архів оригіналу за 11 січня 2022. Процитовано 18 липня 2014.
- Briggs, Simon (31 травня 2009). England on Guard as World Takes Aim in Twenty20 Stakes. The Daily Telegraph. London. Архів оригіналу за 11 січня 2022. Процитовано 13 червня 2009.
- Castle, Stephen (29 січня 2016). Oxford University Will Keep Statue of Cecil Rhodes. The New York Times. Процитовано 15 лютого 2016.
- Death of Mr. Rhodes. The Times. 27 березня 1902. с. 7.
- Laing, Aislinn (22 лютого 2013). Robert Mugabe blocks Cecil John Rhodes Exhumation. The Telegraph. London. Процитовано 1 квітня 2013.
- The Lottery of Life. The Independent. 5 травня 2001. Процитовано 26 січня 2010.

#### Вебсайти
- PBS: Empires; Queen Victoria; The Changing Empire; Characters: Cecil Rhodes
- Godwin, Peter (11 січня 1998). Rhodes to Hell. Slate. Процитовано 7 січня 2007.
- Biggar, Nigel (23 лютого 2016). Rhodes, Race, and the Abuse of History. Standpoint. Архів оригіналу за 3 серпня 2019. Процитовано 9 червня 2016.

#### Первинні джерела
- Verschoyle, F. (1900). Cecil Rhodes: His Political Life and Speeches, 1881–1900. Chapman and Hall Limited.

#### Історіографія та вшанування
- Galbraith, John S. (2008). Cecil Rhodes and his 'cosmic dreams': A reassessment. The Journal of Imperial and Commonwealth History. 1 (2): 173—89. doi:10.1080/03086537308582371. ISSN 0308-6534.
- McFarlane, Richard A. (2007). Historiography of Selected Works on Cecil John Rhodes (1853–1902). History in Africa. 34: 437—46. doi:10.1353/hia.2007.0013. S2CID 163034852.
- Maylam, Paul (2005). The Cult of Rhodes: Remembering an Imperialist in Africa. New Africa Books. ISBN 978-0-86486-684-4.
- Phimister, I.R. (2007). Rhodes, Rhodesia and the Rand. Journal of Southern African Studies. 1 (1): 74—90. doi:10.1080/03057077408707924. ISSN 0305-7070.
- Van Hartesveldt, Fred R. (2000). The Boer War: Historiography and Annotated Bibliography. Greenwood Publishing Group. с. 6–. ISBN 978-0-313-30627-3.
- von Tunzelmann, Alex (17 лютого 2016). Rhodes Must Fall? A Question of When Not If. historytoday.com. Процитовано 21 серпня 2017.
- Ziegler, Philip (2008). Legacy: Cecil Rhodes, the Rhodes Trust and Rhodes Scholarship s. Yale University Press. ISBN 978-0-300-11835-3. online review